# Linhart Baur le Jeune
Pour les articles homonymes, voir Baur.
Linhart Baur le Jeune est un orfèvre actif à Strasbourg à la fin du XVIe et au début du XVIIe siècle.

## Biographie
Fils de Linhart Baur l'Ancien (maître en 1555), il est lui-même reçu maître en 1583.
Il fut Sénateur à Strasbourg en 1613, 1614, 1617, 1618.

## Œuvre

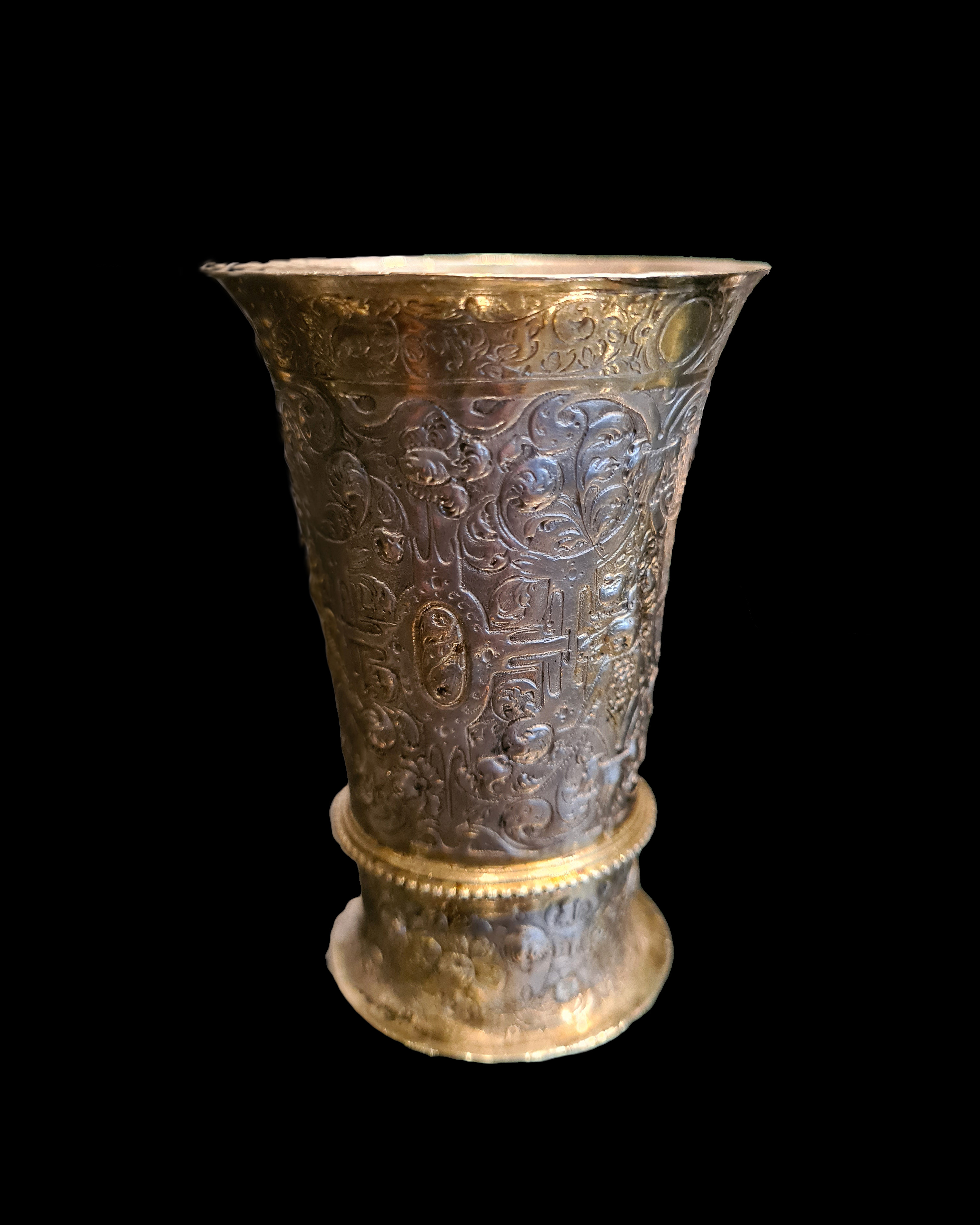
Gobelet (musée de l'Œuvre Notre-Dame).

Le musée de l'Œuvre Notre-Dame de Strasbourg possède de lui un petit gobelet cylindrique à col et pied évasé, en argent partiellement doré. Le pied et le corps sont repoussés et gravés de cuirs découpés, de rinceaux végétaux et de grappes de fruits.
La pièce porte le poinçon du maître, ainsi que le poinçon aux armes de la Ville de Strasbourg sous fleurs de lis.
En 1948, ce gobelet a été présenté à Paris, lors de l'exposition Chefs-d'œuvre de l'Art alsacien et de l'Art lorrain au pavillon de Marsan.